# امان مغان (درونغر)
امان مغان (بالفارسية: امان مگان) هي مستوطنة تقع في إيران في قسم درونغر الريفي. يقدر عدد سكانها بـ 98 نسمة .